# Ostuni

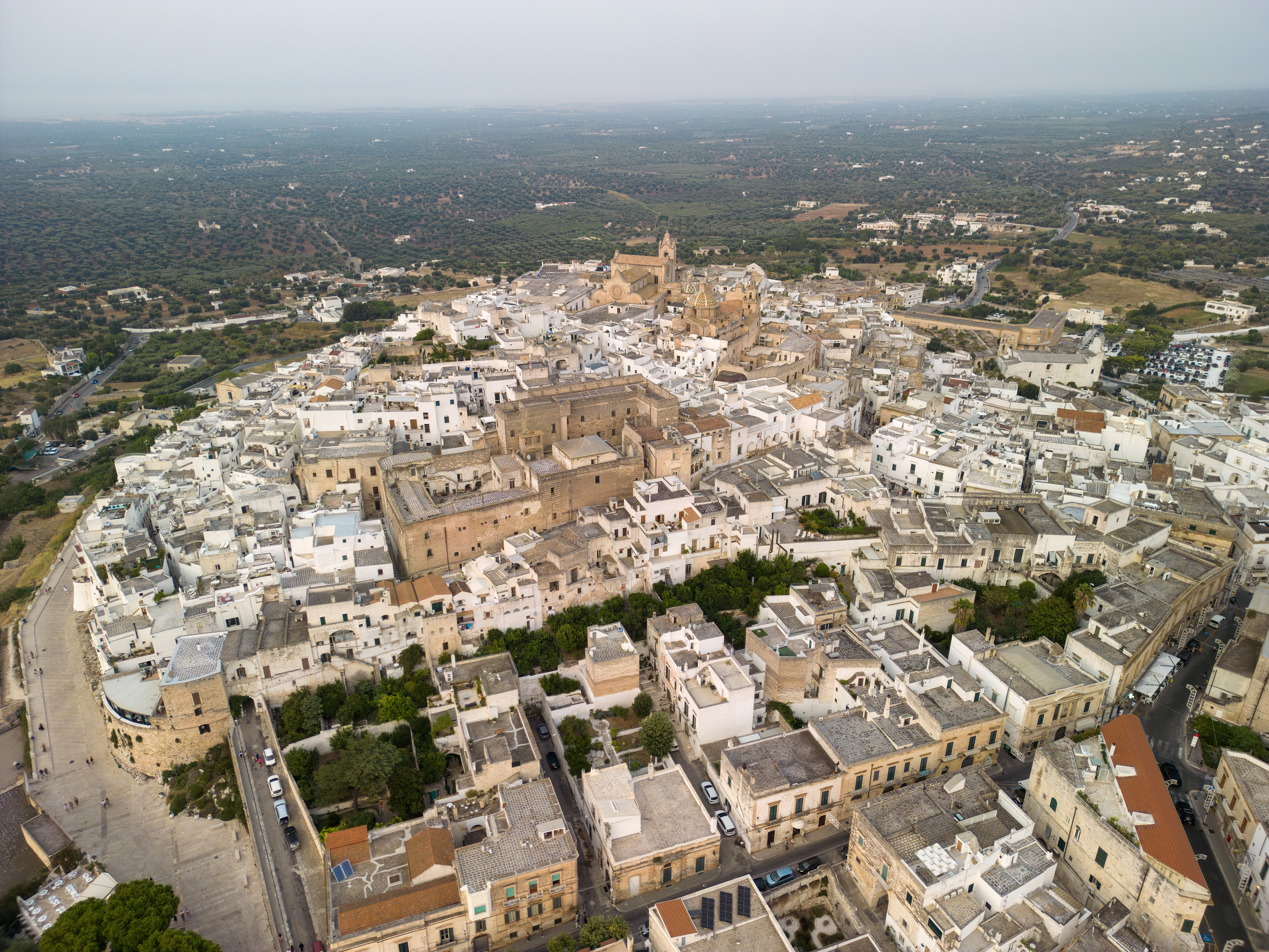
Zicht op Ostuni

Ostuni is een Italiaanse stad in de regio Apulië, in de provincie Brindisi. De stad verheft zich op een heuvel op acht kilometer afstand van de Adriatische kust en is al vanaf grote afstand te zien. De bijnaam van de stad is Città Bianca vanwege de witte kleur van de stad. Op het hoogste punt van de stad staat de bruinkleurige kathedraal met zijn kleurige majolica koepel. Vanaf dit punt heeft men een grandioos uitzicht over het aflopende land en de helderblauwe Adriatische Zee
De stad wordt omgeven door enorme olijfplantages waar tussen de karakteristieke trulli staan met hun kegelvormige daken.
De volgende frazioni maken deel uit van de gemeente: Pilone, Rosa Marina, Villanova.
In 1976 werden in Ostuni de wereldkampioenschappen wielrennen op de weg gehouden.

## Overnachten in Ostuni
Binnen de stadsmuren ligt een aantal leuke hotels en BB's waaronder la Dama Bianca  en Biancofore Apartments. De dichtstbijzijnde camping, Campeggio Il Pilone is mooi aan zee gelegen.

## Partnerstad
- Maasmechelen (België)